# Orljava
Orljava je řeka v Chorvatsku. Je dlouhá 89 km a prochází Požežsko-slavonskou a Brodsko-posávskou župou. Pramení na pohoří Psunj v blízkosti vesnice Bučje a ústí do řeky Sávy. Na řece leží města Požega a Pleternica. Podle řeky je pojmenována vesnice Orljavac.

## Sídla ležící u břehu řeky
Bučje, Glavica, Mijači, Kamenska, Orljavac, Kujnik, Pasikovci, Deževci, Pavlovci, Boričevci, Vilić Selo, Brestovac, Nurkovac, Završje, Novo Selo, Drškovci, Požega, Vidovci, Dervišaga, Srednje Selo, Viškovci, Blacko, Vesela, Pleternica, Poloje, Bučje, Ratkovica, Brodski Drenovac, Dragovci, Bečic, Ciglenik, Malino, Lužani, Slavonski Kobaš

## Přítoky
Největšími přítoky Orljavy jsou řeky Londža a Veličanka, dalšími přítoky jsou Brzaja, Kaptolka a Vetovka.